# ایتن، بیلی و چیلی
ایتن (به انگلیسی: Aighton) یک روستا و محله مدنی در بریتانیا است که در Ribble Valley واقع شده‌است. ایتن ۱٬۳۰۷ نفر جمعیت دارد.